# Raiffeisenbank Mecklenburger Seenplatte
Die Raiffeisenbank Mecklenburger Seenplatte eG ist eine deutsche Genossenschaftsbank mit Sitz in der mecklenburg-vorpommerischen Stadt Waren (Müritz) im Landkreis Mecklenburgische Seenplatte.

## Geschichte
Die heutige Raiffeisenbank Mecklenburger Seenplatte eG leitet ihren Ursprung aus dem Warener Vorschussverein ab, der sich am 25. August 1862 gründete.
Sie entstand im Jahr 2006 aus der Fusion der Raiffeisenbank Waren eG mit dem Sitz in Waren (Müritz) mit der Neubrandenburger Bank eG mit dem Sitz in Neubrandenburg. Die Raiffeisenbank Neubrandenburg e.G. fusionierte zuvor im Jahr 1994 mit der Volksbank e.G. Neubrandenburg zur Neubrandenburger Bank eG.
Die Raiffeisenbank Waren eG fusionierte zuvor im Jahr 2000 mit der Raiffeisenbank eG Neustrelitz mit dem Sitz in Neustrelitz. Diese entstand im Jahr 1993 durch die Fusion der Raiffeisenbank Neustrelitz e.G. mit der Raiffeisenbank e.G. Röbel mit dem Sitz in Röbel/Müritz.
Am 1. August 2019 fusionierte die Bank mit der Raiffeisenbank eG Malchin mit dem Sitz in Malchin. Die Raiffeisenbank eG Malchin entstand im Jahr 1992 durch die Fusion der Raiffeisenbank Malchin e.G. mit der Raiffeisenbank e.G. Teterow mit dem Sitz in Teterow.

## Rechtsverhältnisse
Die Raiffeisenbank Mecklenburger Seenplatte eG ist im Genossenschaftsregister beim Amtsgericht Neubrandenburg unter GnR 6 eingetragen.

## Organisationsstruktur
Rechtsgrundlagen sind das Genossenschaftsgesetz und die durch die Generalversammlung beschlossene Satzung. Organe der Bank sind der Vorstand, der Aufsichtsrat und die Generalversammlung.

## Sicherungseinrichtung
Die Raiffeisenbank Mecklenburger Seenplatte eG ist der amtlich anerkannten Sicherungseinrichtung des Bundesverbandes der Deutschen Volksbanken und Raiffeisenbanken GmbH und der zusätzlichen freiwilligen Sicherungseinrichtung des Bundesverbandes der Deutschen Volksbanken und Raiffeisenbanken e.V. angeschlossen.

## Geschäftsausrichtung
Die Raiffeisenbank Mecklenburger Seenplatte eG betreibt das Universalbankgeschäft und gehört der Finanzgruppe Volksbanken Raiffeisenbanken an. Im Verbundgeschäft arbeitet sie mit der DZ Bank, R+V Versicherung, Bausparkasse Schwäbisch Hall, Teambank, VR Smart Finanz, DZ Hyp und der Union Investment zusammen. Außerdem unterhält sie noch das Tochterunternehmen Raiffeisen Immobilien GmbH Waren.

## Geschäftsgebiet
Das Geschäftsgebiet liegt innerhalb des Landkreises Mecklenburgische Seenplatte und im Südosten des Landkreises Rostock. 
An diesen Orten betreibt die Bank Filialen:
- Waren (Müritz) (Hauptstelle, jur. Sitz + 1 Geschäftsstelle + 2 SB-Geschäftsstellen)
- Teterow (Geschäftsstelle)
- Neubrandenburg (2 Geschäftsstellen)
- Röbel/Müritz (Geschäftsstelle)
- Malchin (Geschäftsstelle)
- Neustrelitz (Geschäftsstelle)
- Gnoien (Geschäftsstelle)
- Dargun (Geschäftsstelle)
- Stavenhagen (Geschäftsstelle)
- Malchow (Geschäftsstelle)
- Mirow (Geschäftsstelle)
- Jördenstorf (Geschäftsstelle)
- Friedland (Geschäftsstelle)
- Penzlin (SB-Geschäftsstelle)